# Robert Dugoni
Robert Dugoni (Pocatello, 17 de fevereiro de 1971) é um jornalista, advogado e escritor norte-americano. Ele foi best-seller do New York Times, Wall Street Journal, Washington Post e nº 1 do site Amazon com a série de livros policiais da detetive de homicídios Tracy Crosswhite, ambientada em Seattle, que já vendeu mais de 8 milhões de livros em todo o mundo.

## Biografia
Robert Dugoni atuou como advogado civil em São Francisco e Seattle por dezessete anos. Em 1999 deixou a advocacia para escrever a tempo inteiro. Formou-se pela Universidade de Stanford em jornalismo e trabalhou como repórter para o Los Angeles Times antes de obter seu doutorado em jurisprudência pela Faculdade de Direito da Universidade da Califórnia em Los Angeles. Duas vezes vencedor do Concurso Literário da Associação de Escritores do Noroeste do Pacífico, ele vive com sua esposa e dois filhos no Noroeste do Pacífico, Estados Unidos.
Vários de seus romances foram escolhidos para filmes e séries de televisão. Dugoni recebeu o Nancy Pearl Award for Fiction e três vezes vencedor do Friends of Mystery Spotted Owl Award de melhor romance ambientado no noroeste do Pacífico. Os livros de Robert Dugoni são vendidos em mais de vinte e cinco países e foram traduzidos para mais de trinta idiomas.
Sobre largar a carreira de advogado e começar a escrever ele declara:

Depois de 13 anos como advogado, disse à minha esposa que queria deixar a advocacia e contar histórias. Ela disse, "tudo bem". Comecei a escrever em tempo integral. Enviei meu primeiro romance e recebi 45 rejeições. Fiquei chocado. Eu não tinha renda entrando e tinha acabado de ter meu segundo filho. Eu estava falhando miseravelmente. (...) Eu precisava desenvolver um novo personagem. Na época em que criei Tracy Crosswhite como uma detetive de homicídios, quase todos os outros romances policiais tinham um personagem masculino.

## Obras

### Série do David Sloane
- The Jury Master (2006)
- Wrongful Death (2009)
- Bodily Harm (2010)
- Murder One (2011)
- The Conviction (2012)

### Série da Tracy Crosswhite
- My Sister's Grave (2014) no Brasil: A Cova da Minha Irmã (Editora Pausa, 2020)
- Her Final Breath (2015)
- In the Clearing (2016)
- The Trapped Girl (2017)
- Close to Home (2017)
- A Steep Price (2018)
- A Cold Trail (2020)

### Série do Charles Jenkins
- The Eighth Sister (2019) em Portugal: Um Espião em Fuga (TopSeller, 2021)
- The Last Agent (2020)
- The Silent Sisters (a publicar, 2022)

### Outros livros
- Damage Control (2007)
- The Seventh Canon (2016)

### Não-ficção
- The Cyanide Canary (2004) (com Joseph Hilldorfer)

### Novelas
- The Academy (2014)
- Third Watch (2015)